# Dendrophorbium ullucosanum
Dendrophorbium ullucosanum là một loài thực vật có hoa trong họ Cúc. Loài này được (Hieron.) C.Jeffrey mô tả khoa học đầu tiên năm 1992.